# Acatlán, Hidalgo
Acatlán là một đô thị thuộc bang Hidalgo, México. Năm 2005, dân số của đô thị này là 17914 người.